# Кшень (Липецкая область)
Кшень — посёлок в Воловском районе Липецкой области России. Входит в состав Воловчинского сельсовета.

## География
Посёлок находится в юго-западной части Липецкой области, в лесостепной зоне, в пределах восточных отрогов Среднерусской возвышенности, на правом берегу реки Дубовчик, вблизи места впадения её в реку Кшень, на расстоянии примерно 4 километров (по прямой) к западу от села Волово, административного центра района. Абсолютная высота — 179 метров над уровнем моря.
Климат умеренно континентальный с теплым летом и умеренно морозной зимой.
Часовой пояс
Посёлок Кшень, как и вся Липецкая область, находится в часовой зоне МСК (московское время). Смещение применяемого времени относительно UTC составляет +3:00.

## Население
| 2010 | 2012 |
| ---- | ---- |
| 112  | ↗113 |

Гендерный состав
По данным Всероссийской переписи населения 2010 года в гендерной структуре населения мужчины составляли 49,1 %, женщины — соответственно 50,9 %.
Национальный состав
Согласно результатам переписи 2002 года, в национальной структуре населения русские составляли 99 % из 157 чел.

## Улицы
Уличная сеть посёлка состоит из двух улиц (ул. Кшенская и ул. Школьная).